# Eupelmus tachardiae
Eupelmus tachardiae är en stekelart som först beskrevs av Howard 1896.  Eupelmus tachardiae ingår i släktet Eupelmus och familjen hoppglanssteklar. Inga underarter finns listade i Catalogue of Life.